# Deutsches Uhrenmuseum

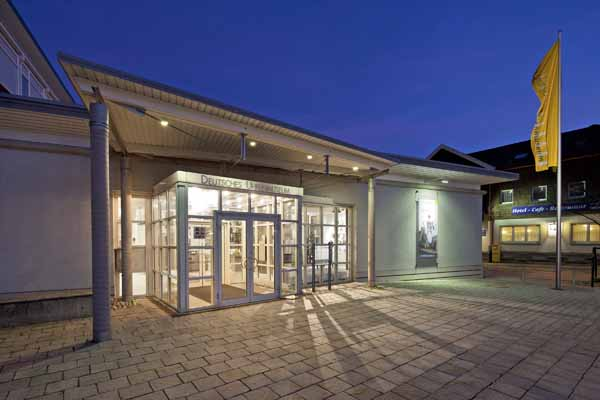
Haupteingang

Das Deutsche Uhrenmuseum liegt im Zentrum der Stadt Furtwangen (Baden-Württemberg) und ist Teil der Hochschule Furtwangen (HFU).
Das Museum widmet sich der Geschichte der Zeitmessgeräte. Ein Schwerpunkt liegt auf der handwerklichen und industriellen Uhrenproduktion im Schwarzwald. Die Sammlung umfasst unter anderem frühe Kuckucksuhren aus dem 18. Jahrhundert sowie den Prototyp des heutigen Schwarzwaldsouvenirs.

## Beschreibung
Rund ein Drittel der Besucher buchen eine persönliche Führung in der auch Uhren und Musikinstrumente in Gang gesetzt werden. Vor allem in der Urlaubszeit können Kinder in der „Uhrenwerkstatt“ selbst eine Uhr bauen und gestalten. Für Schulklassen bietet das Museum Themen-Workshops in Modulen an, die teilweise passend zum Bildungsplan abgestimmt sind. Die Sammlung umfasst 8000 Objekte; etwa 1300 Uhren sind dauerhaft ausgestellt. Neben Uhren gehören ein Firmenschriftenarchiv sowie eine Fachbibliothek deutschsprachiger Literatur zur Sammlung.

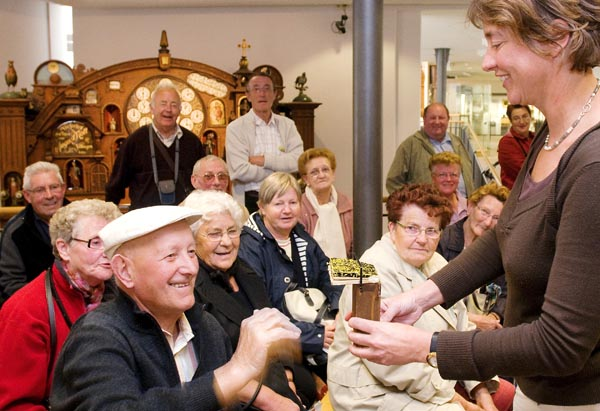
Interaktive Führung

2006 wurde das Museum als einer von 365 Orten ausgewählt, die Deutschland im Wettbewerb des Bundespräsidenten „Land der Ideen“ vertreten haben. 2008 erhielt das Museum die Auszeichnung „Ankerpunkt der European Route of Industrial Heritage“. Gewürdigt wurde damit das Museum als Markstein auf der Deutschen Uhrenstraße, die die Stätten der Uhrenherstellung in der Region miteinander verbindet.
Im Jahr 2010 hatte das Museum 60.000 Besucher.

## Geschichte

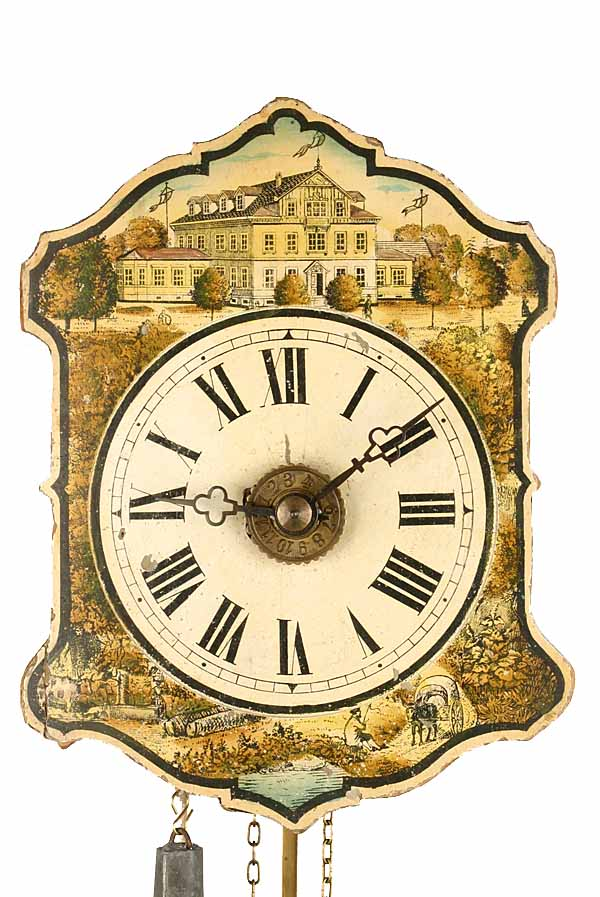
Auf einer Wanduhr, das erste Museumsgebäude, um 1880 (Inv. 2011-044)

1852 begann Robert Gerwig, Direktor der Großherzoglich Badischen Uhrmacherschule Furtwangen, alte Uhren als Zeugnisse traditioneller Handwerkskunst zu sammeln.
1858 wurde die Sammlung erstmals auf der Schwarzwälder Industrieausstellung in Villingen gezeigt.
Ab 1874 waren die historischen Uhren zusammen mit aktuellen Erzeugnissen der Region dauerhaft in der neuerbauten Gewerbehalle zu sehen. Die Leitung hatte von 1874 bis 1883 der Gewerbelehrer und Techniker Carl Schott, von 1883 bis 1910 der aus Hamburg stammende Architekt, Designer und Sammler Robert Friedrich Bichweiler (1849–1915). Ab 1921 lag die Museumsleitung bei den jeweiligen Direktoren der Uhrmacherschule. 
1925 wies der erste gedruckte Sammlungskatalog der Historischen Uhrensammlung Adolf Kistner bereits über 1000 Uhren aus.
1959 wurde ein Neubau eingeweiht, der an der Stelle des baufälligen Holzgebäudes errichtet worden war.
1961 wurde Richard Mühe Direktor und Museumsleiter.
1975 kaufte das Land Baden-Württemberg die bedeutende Uhrensammlung der Kienzle-Uhrenfabriken an und übergab sie dem Museum. Aufgrund der Ergänzungen im Bereich Taschen- und Renaissanceuhren wurde die Historische Uhrensammlung 1978 in Deutsches Uhrenmuseum umbenannt.
1992 wurde der aktuelle Museumsbau eingeweiht. Heute ist das Deutsche Uhrenmuseum Eigenbetrieb der Hochschule Furtwangen. 
Seit 1. August 2024 ist das Museum wegen einer grundlegenden Sanierung für das Publikum geschlossen. Die Schausammlung wird voraussichtlich 2027 wieder eröffnet werden. Während der Schließung geht das Museum unter dem Motto „Das Deutsche Uhrenmuseum unterwegs“ auf Tour. Das Projekt beinhaltet u. a. einen Workshop Kuckucksuhr für Feiern und Events und die Arbeit mit Kindergärten.

## Schausammlung
Seit 2010 zeigt das Museum auf 1400 Quadratmetern eine Dauerausstellung zur Entwicklung der Uhren und der Zeitvorstellung in der abendländischen Kultur. Neben der Verbesserung der Genauigkeit der Zeitmesser werden auch die unterschiedlichen Bedürfnisse gezeigt, welche die Uhren in ihrer jeweiligen Zeit weckten und befriedigten. Deshalb werden neben Spitzenstücken auch Uhren vorgestellt, die trotz ihres damals niedrigen Preises historisch sehr bedeutend sind. Dies unterscheidet das Deutsche Uhrenmuseum von Uhrensammlungen, die eher seltene und teure als für den Alltag typische Stücke zeigen.
Der Rundgang gliedert sich in die Bereiche Geschichte von Uhr und Zeit bis zur Industrialisierung, Schwarzwalduhren, Taschen- und Armbanduhren, Moderne Zeiten und Mechanische Musikinstrumente.

### Geschichte von Uhr und Zeit bis zur Industrialisierung
Bis weit ins 20. Jahrhundert hinein wurden die Uhren nach dem (scheinbaren) Lauf der Sonne bzw. der Sterne am Himmel ausgerichtet. Dieser Zusammenhang wird deutlich in den Werken der Priestermechaniker des 18. Jahrhunderts, die uhrwerkgetriebene Modelle des Kosmos bauten.
Neben der astronomischen Kalenderuhr des Benediktinerpaters und späteren Mathematikprofessors Thaddäus Rinderle von 1787 (Inv. 16-0033) gehören auch das Kopernikanische Planetarium (Inv. 43-0002, 1774) und eine Globenuhr (Inv. 43-0001, vor 1788) von Philipp Matthäus Hahn zur Sammlung.

### Holzuhren aus dem Schwarzwald
Im 18. und 19. Jahrhundert belieferte der Schwarzwald die Welt mit preisgünstigen Großuhren. In vielen kleinen Uhrmacherwerkstätten wurden Uhren mit Werken aus Holz hergestellt, die dank des billigen Materials, der Verwendung von speziellen Werkzeugen und Maschinen sowie arbeitsteiliger Herstellung konkurrenzlos billig waren.
Ein weiß grundiertes und bunt bemaltes Holzzifferblatt zierte die Schwarzwälder Holzuhren während des gesamten 19. Jahrhunderts. Mit einem farblosen Schutzlack überzogen waren die Schilder unempfindlich gegen Feuchtigkeit und Schmutz.
Ab der zweiten Hälfte des 18. Jahrhunderts dominierte die Lackschilduhr den europäischen Markt. Später fand sie den Weg nach Übersee und in den fernen Osten. Je nach Zielland variierte die Gestaltung der Schilder. Schwarzwälder Händler, die Uhrenträger, vertrieben die Uhren vor Ort.

### Uhrenindustrie im Schwarzwald
In der zweiten Hälfte des 19. Jahrhunderts lösten Uhrenfabriken die traditionelle hausgewerbliche Uhrenfertigung ab. Zunächst entstanden verhältnismäßig kleine Betriebe, die sich auf Kleinserienfertigung qualitativ hochwertiger Großuhren nach traditionellem Vorbild spezialisierten. Auf Dauer erfolgreich erwiesen sich jedoch diejenigen Fabriken, vor allem im württembergischen Schwarzwald und auf der benachbarten Hochebene Baar, die auf neuartige, dem industriellen Arbeitsprozess angepasste Uhren wie Wecker setzten. In den meisten Haushalten fand sich „für jeden Raum die passende Uhr“, vom Wecker über die Küchenuhr bis hin zur Buffet- oder Wanduhr.

### Taschenuhren
Im 16. und 17. Jahrhundert waren die teils noch voluminösen Halsuhren eher kostbares Schmuckstück als zuverlässige Zeitmesser. Erst um 1800 gab es für begüterte Kreise und die Wissenschaft erste Taschenuhren, die im besten Fall die Zeit auf Minuten am Tag genau anzeigten. Durch die industrielle Fertigung in der zweiten Hälfte des 19. Jahrhunderts drang die Taschenuhr in den Alltag vor.

### Armbanduhren
Die technischen Voraussetzungen für die Armbanduhr waren im 19. Jahrhundert gegeben. Schmuckbänder mit eingebauter Uhr sind Vorformen der Armbanduhr. Dennoch erfolgte ihr Siegeszug erst Anfang des 20. Jahrhunderts. Viele Taschenuhren wurden ab 1900 umgebaut und mit Leder- und Metallbändern am Handgelenk getragen. Frauen, allen voran Erwerbstätige, trugen sie als Schmuck. Männer standen der neuen Uhrenmode zunächst ablehnend gegenüber; ein Armband galt als unmännlich.
Erst Sportler und Militärs lernten den schnellen Blick auf die Uhr schätzen. In den 1920er Jahren etablierte sich die Armbanduhr auch bei den Herren.
In den 1970er Jahren ersetzten Quarzwerke die traditionelle Mechanik fast vollständig. Mechanische Werke erlebten ab den späten 1980er Jahren eine Renaissance für den Luxusmarkt.

### Moderne Zeiten
Seit den 1860er Jahren bestimmen Uhren den Alltag im Takt der globalen Maschinerie. Deshalb bezeichnete der Historiker Lewis Mumford (1895–1990) die Uhr als „Schlüsselmaschine des Industriezeitalters“.
Wie die meisten Dinge des Alltags haben sich Aussehen und Innenleben der Uhr durch neue Produktionsweisen grundlegend verändert. Die Erfindung von elektrischen Uhren und Uhrenanlagen, später von elektronischen Quarz-, Atom- und Funkuhren brachte massive Auswirkungen auf die Lebenswirklichkeit mit sich. Die Abteilung „Moderne Zeiten“ zeigt neben dem Wandel der Technik gleichberechtigt, wie sich das Verhältnis zu Zeit und Uhren seit der Industrialisierung verändert hat.